# Kreis Pilisvörösvár
Der Kreis Pilisvörösvár (ungarisch Pilisvörösvári járás) ist ein Kreis im Nordwesten des zentralungarischen Komitats Pest. Er liegt zwischen dem Komitat Komárom-Esztergom (Kreis Esztergom) und der Landeshauptstadt Budapest. Im Nordosten bildet der Kreis Szentendre und im Süden der Kreis Budakeszi die Grenze.

## Geschichte
Der Kreis wurde zur ungarischen Verwaltungsreform Anfang 2013 aus seinem Vorgänger, dem gleichnamigen Kleingebiet (ungarisch Pilisvörösvári kistérség), gebildet. 5 der 14 Gemeinden des Kleingebietes gelangten in den südlicher gelegenen Kreis Budakeszi (46,7 % der Fläche bzw. 23,7 % der Bevölkerung des damaligen Kleingebiets).

## Gemeindeübersicht
Der Kreis Pilisvörösvár hat eine durchschnittliche Gemeindegröße von 5.927 Einwohnern auf einer Fläche von 14,53 Quadratkilometern. Die Bevölkerungsdichte des kleinen Kreises ist die vierthöchste im Komitat. Der Kreissitz befindet sich in der größten Stadt, Pilisvörösvár. Die Großgemeinde Solymár tangiert die Landeshauptstadt (II. Bezirk), ebenso die Gemeinde Üröm (III. Bezirk).
| 9 Gemeinden         | Status       | Herkunft Kleingebiet | Einwohnerzahl | Einwohnerzahl | Einwohnerzahl | Fläche (km²) | Bevölkerungs- dichte (Ew./km²) |
| 9 Gemeinden         | Status       | Herkunft Kleingebiet | 01.10.2011    | 01.01.2013    | 01.01.2016    | 01.01.2016   | Bevölkerungs- dichte (Ew./km²) |
| ------------------- | ------------ | -------------------- | ------------- | ------------- | ------------- | ------------ | ------------------------------ |
| Pilisborosjenő      | Gemeinde     | Pilisvörösvár        | 3.478         | 3.481         | 3.610         | 9,27         | 389,4                          |
| Piliscsaba *        | Stadt        | Pilisvörösvár        | 8.472         | 7.950         | 8.194         | 25,57        | 320,5                          |
| Pilisjászfalu       | Gemeinde     | Pilisvörösvár        | 1.568         | 1.571         | 1.587         | 6,97         | 227,7                          |
| Pilisvörösvár       | Stadt        | Pilisvörösvár        | 13.667        | 13.838        | 13.903        | 24,30        | 572,1                          |
| Pilisszántó         | Gemeinde     | Pilisvörösvár        | 3.002         | 2.865         | 2.908         | 15,96        | 182,2                          |
| Pilisszentiván      | Gemeinde     | Pilisvörösvár        | 4.165         | 4.165         | 4.174         | 8,12         | 514,0                          |
| Solymár             | Großgemeinde | Pilisvörösvár        | 9.886         | 9.901         | 10.075        | 17,86        | 564,1                          |
| Tinnye              | Gemeinde     | Pilisvörösvár        | 1.607         | 1.604         | 1.676         | 16,10        | 104,1                          |
| Üröm                | Gemeinde     | Pilisvörösvár        | 7.356         | 7.091         | 7.220         | 6,66         | 1084,1                         |
| Kreis Pilisvörösvár |              |                      | 53.201        | 52.466        | 53.347        | 130,81       | 407,8                          |

* Die Großgemeinde Piliscsaba erhielt am 15. Juli 2013 das Stadtrecht.